# Laura Kanor
Laura Kanor (født 16. juni 1997) er en fransk håndboldspiller, som spiller i CS Rapid București.
Hun er tvillingesøster til den franske landsholdspiller Orlane Kanor, der spiller i samme klub.